# Gal od Kapadocije
Gal (grč. Gallus) je bio kralj (vjerojatnije satrap) Kapadocije krajem druge polovice 6. stoljeća pr. Kr. Jedini izvor o ovom drevnom vladaru je povjesničar Diodor sa Sicilije iz 1. stoljeća pr. Kr., koji u svojim djelima „Povijesna knjižnica“ spominje punu listu kapadocijskih vladara, no ona se nerijetko smatra fiktivnom. Diodor spominje kako je Gal bio sin Farnaka i perzijske princeze Atose, sestre Kambiza I. Diodor o vladavini Gala ne spominje nikakve detalje, kao ni o vladavini njegovih nasljednika (sina) Smerdisa i (unuka) Arijaramna. Ipak, spominje se kako je Arijaramnov sin Anaf I. pomogao Dariju Velikom i ostaloj petorici urotnika da 522. pr. Kr. svrgnu magijskog uzurpatora Gaumatu.
Vjerodostojnost Diodorovih izvora predstavlja neusklađena kronologija, rodbinske veze, te miješanje osobnih imena s povijesnim likovima čiji se identitet i kronologija smatraju povijesno ovjerenim. Primjerice, prema drugim povijesnim izvorima spominje se samo jedna perzijska princeza Atosa (550. – 475. pr. Kr.), koja je bila sestra Kambiza II. odnosno kći Kira Velikog (a ne sestra Kirovog oca Kambiza I. kako Diodor tvrdi), te kako se udala za perzijskog vladara Darija Velikog. U slučaju kako je ranije postojala još jedna Atosa, živjela je početkom 6. stoljeća pr. Kr. (kad i Kambiz I.), što pak implicira kako je Galov otac Farnak ali i sam Gal služio kao satrap Medijskog Carstva, budući kako se pouzdano zna da je medijski vladar Kijaksar osvojio Kapadociju nakon bitke pomrčine 585. pr. Kr. Osim Atose, moguće je kako je Diodor pomiješao Galovog sina Smerdisa od Kapadocije s istoimenim sinom Kira Velikog (Smerdis ili Bardija), Arijaramna od Kapadocije s Darijevim pradjedom Arijaramnom, te samog Galovog oca Farnaka od Kapadocije s Farnakom I. koji je služio Darija Velikog oko 500. pr. Kr.

## Poveznice
- Farnak
- Smerdis
- Arijaramn

| Prethodnik: | Vladar (satrap?) Kapadocije | Nasljednik: |
| Farnak      | Vladar (satrap?) Kapadocije | Smerdis     |

## Vanjske poveznice
- Farnak (Pharnaces), AncientLibrary.com
- Gal (Paedagamus), Ancestry.com
- Pierre Briant: „Od Kira do Aleksandra: Povijest Perzijskog Carstva“ (From Cyrus to Alexander: A History of the Persian Empire), preveo Peter Daniels, Indiana: Eisenbrauns, 2002., str. 133.